# Fukuoka, Toyama
Fukuoka (福岡町 (Phúc Cương đinh) Fukuoka-machi) từng là một thị trấn nằm ở Quận Nishitonami, Toyama, Nhật Bản.

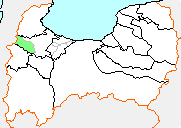
Fukuoka town

Ngày 1 Tháng 11, 2005, Fukuoka được sáp nhập vào thành phố Takaoka.
Năm 2003, thị trấn có dân số ước tính 13.623 và mật độ 231,84 người trên mỗi km². Tổng diện tích là 58,76 km².
Fukuoka, Toyama là quê hương của Tập đoàn Kameo, những người thiết kế nên "Gối Boyfriend's Arm".